# マサラ
マサラ（ヒンディー語: मसाला、masālā、マサーラー）は南アジアの料理における用語で、様々な香辛料を粉状にして混ぜ合わせた物を指す。様々な料理用のマサラが存在する。「マサラ」は日本独自の発音である。
このマサラは他国でも販売されており、様々な料理に使用される事がある。

## マサラの種類
種類は多数存在する。いくつかの例を示す。
ガラムマサラ
干した香辛料を混ぜ合わせたもので、基本的なマサラとされている。
カルダモン・マサラ、コリアンダー・マサラ、チャナ（ヒヨコマメ）・マサラ
一つの香辛料の風味を強調したもの。
チャート・マサラ Chaat masala चाट मसाला
上に同じく一つの香辛料の風味を強調したもので、ミントを配合するため特に塩気が強いとされている。普段、生野菜（主にキュウリやニンジン等のスティック野菜）に少量振りかけて食すためにある。

なお、基本的には伝統的なインド料理でのマサラは、各家庭、各料理店において、主婦・料理人が配合するものである。イギリスにおいてカレーの材料として、マサラを予め混合して市販したものが、カレー粉のルーツともされている。
現在ではインドに逆輸出され、インドでもカレー粉や予め混合済みのマサラを用いるようになったが、インスタント食品的な位置づけである。